# Cemitério de São Marcos
O Cemitério de São Marcos (em alemão: Sankt Marxer Friedhof) é um cemitério desativado em 1874, tombado pela prefeitura de Viena e administrado como um parque de visitação livre, localizado em Landstraße, o 3º distrito de Viena. A sepultura mais famosa é a do compositor Wolfgang Amadeus Mozart.

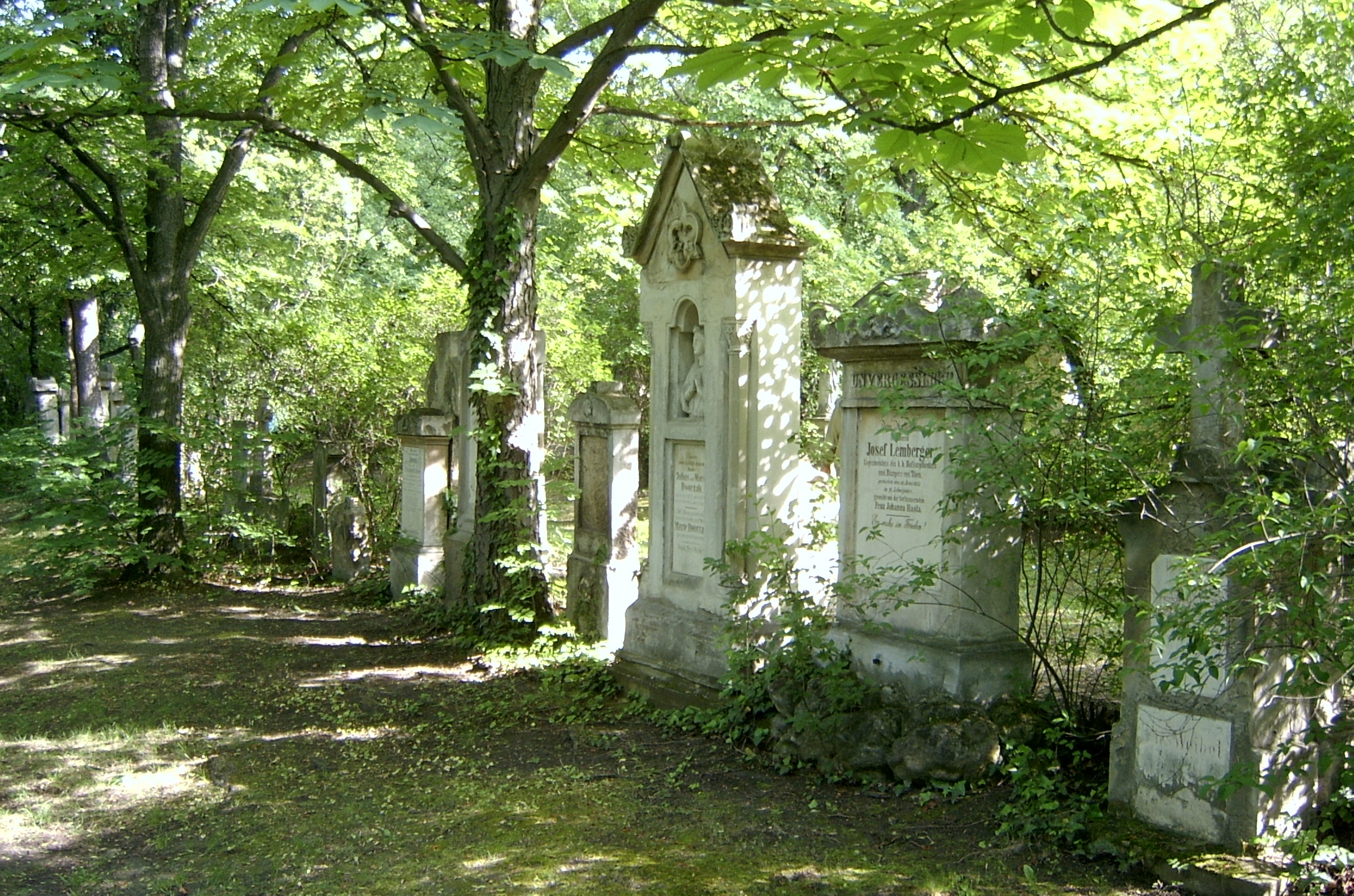
Fileira de sepulturas.

## Personalidades que estão enterradas no cemitério (seleção)
A tabela subsequente de falecidos famosos contém pessoas que outrora estiveram enterradas no Cemitério de São Marcos ou o estão ainda hoje em dia. Algumas delas estiveram enterradas originalmente em cemitérios suburbanos e foram transferidos ao Cemitério de São Marcos após o encerramento daqueles. Outras por sua vez foram, por causa da desativação, transladadas daqui a um outro cemitério, algumas ao Cemitério Central de Viena onde têm Ehrengräber ("sepulturas honorárias"), parcialmente os lugares das sepulturas foram mais tarde munidos de lápides pelo departamento cultural. Aqueles que ainda hoje aqui estão enterrados ficam, quer em sepulturas únicas, quer em valas comuns no centro do cemitério.

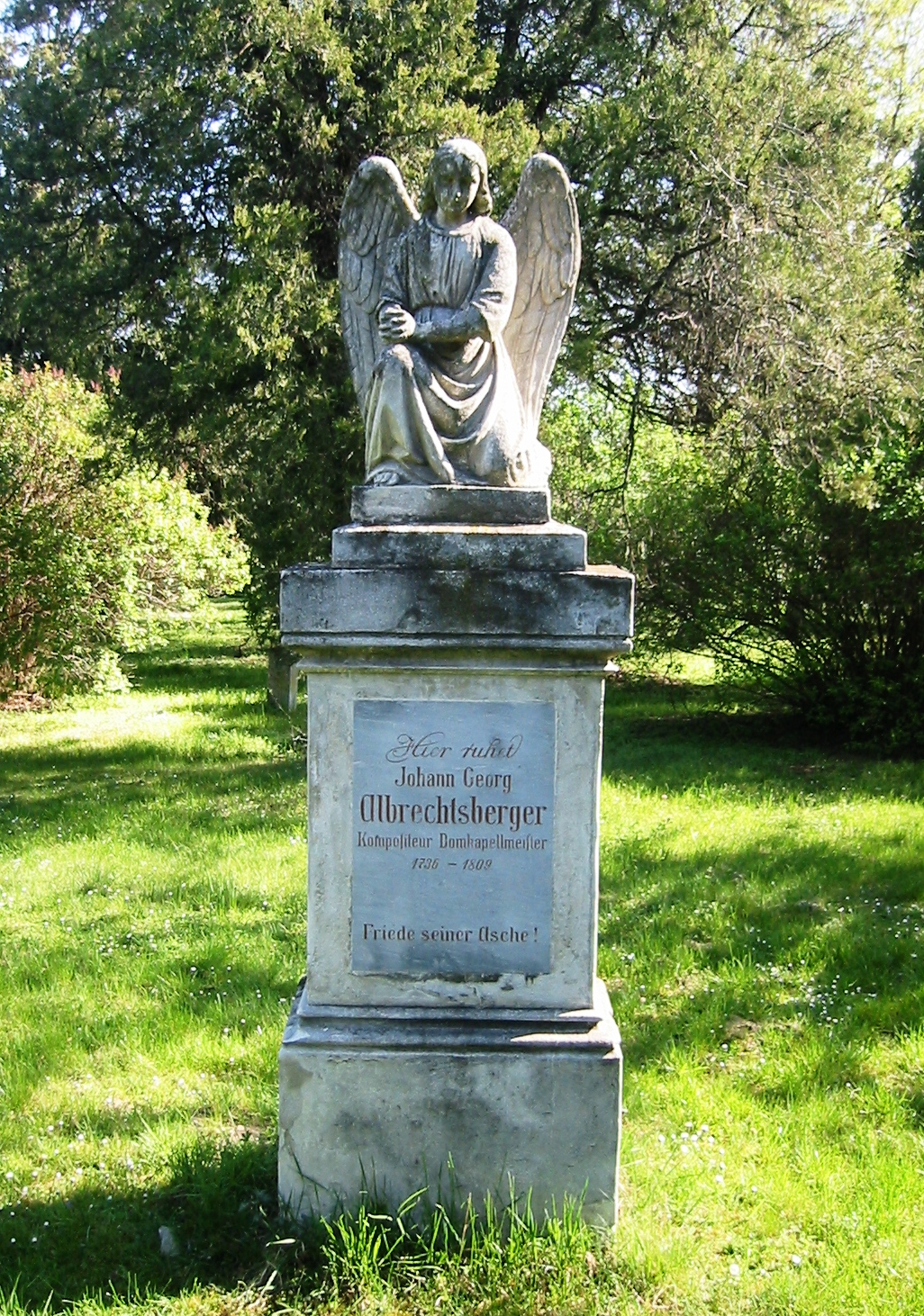
Johann Georg Albrechtsberger.

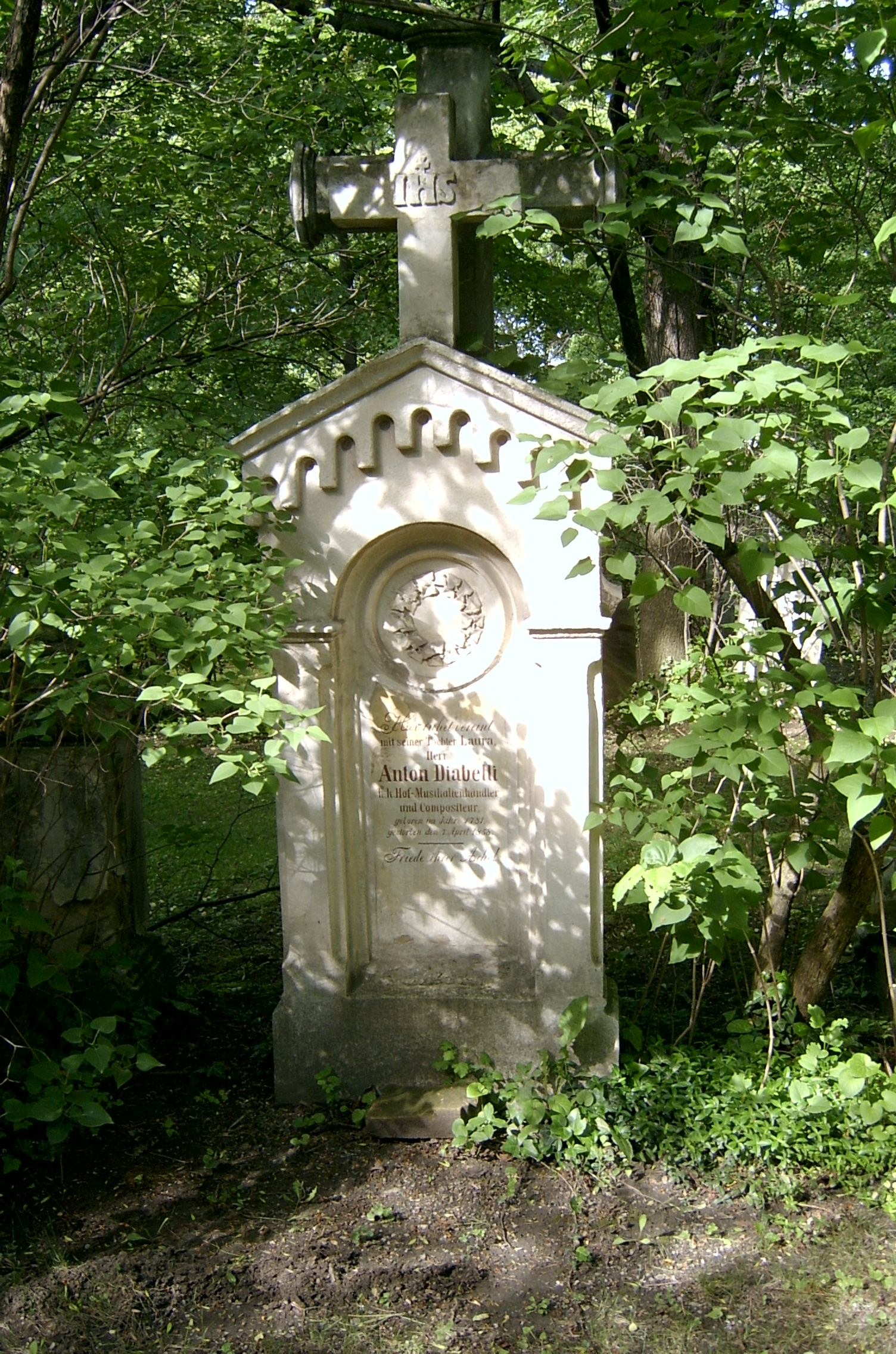
Anton Diabelli.

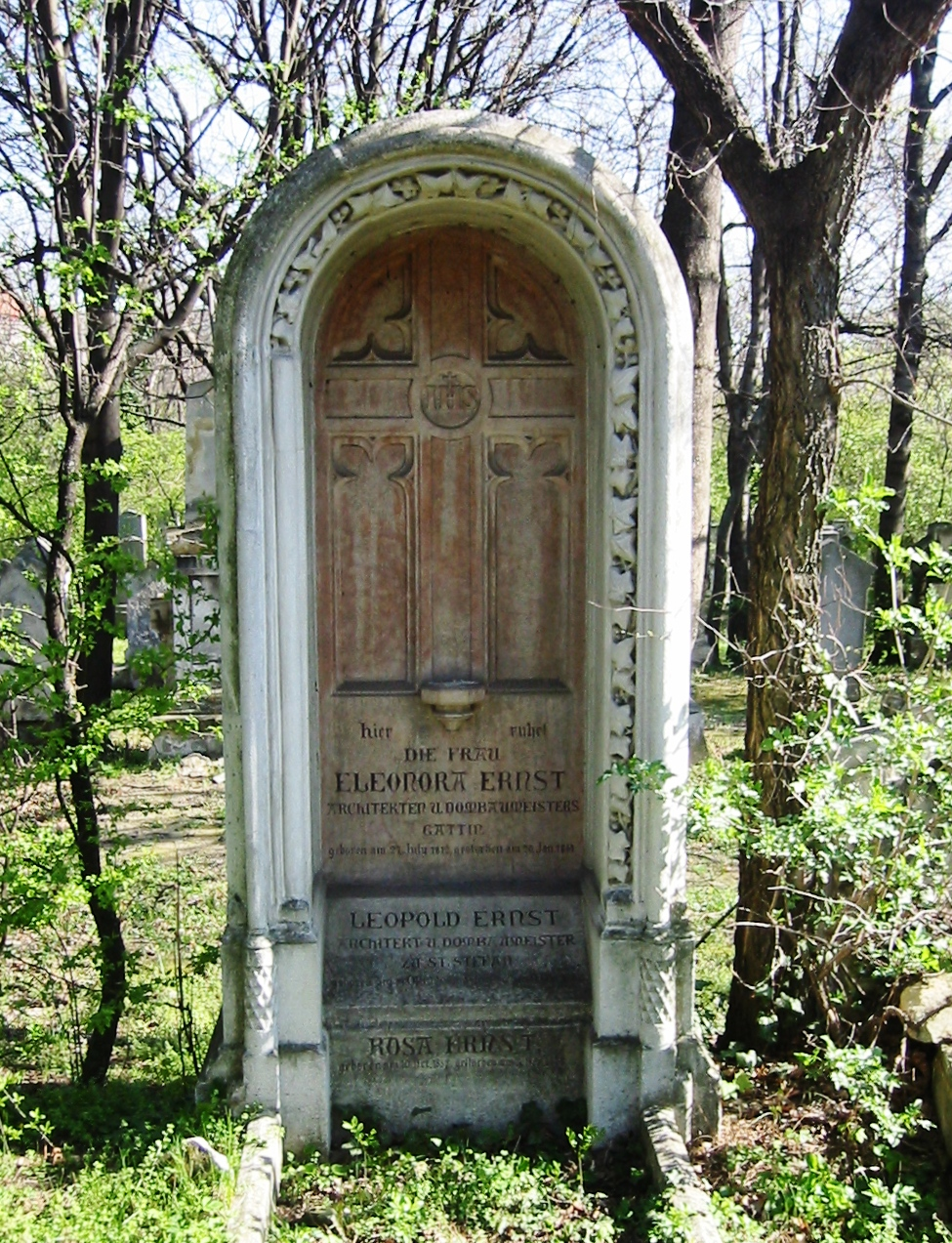
Leopold Ernst.

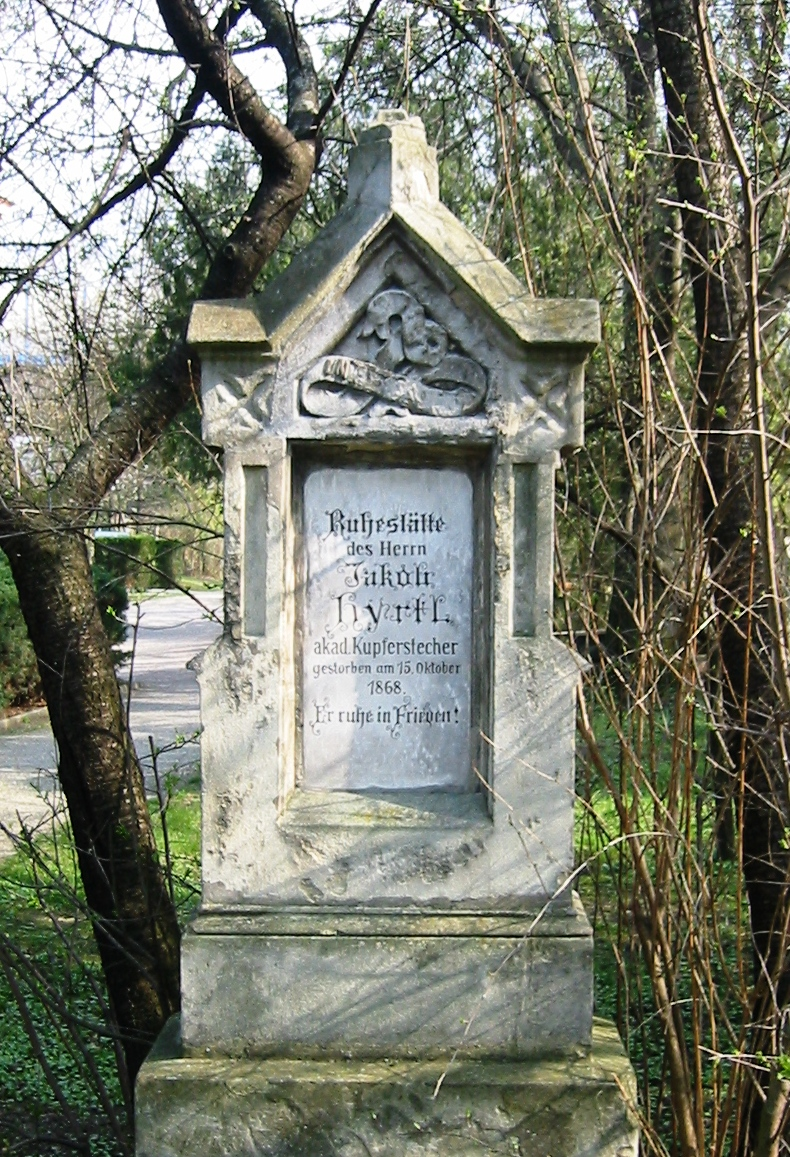
Jakob Hyrtl.

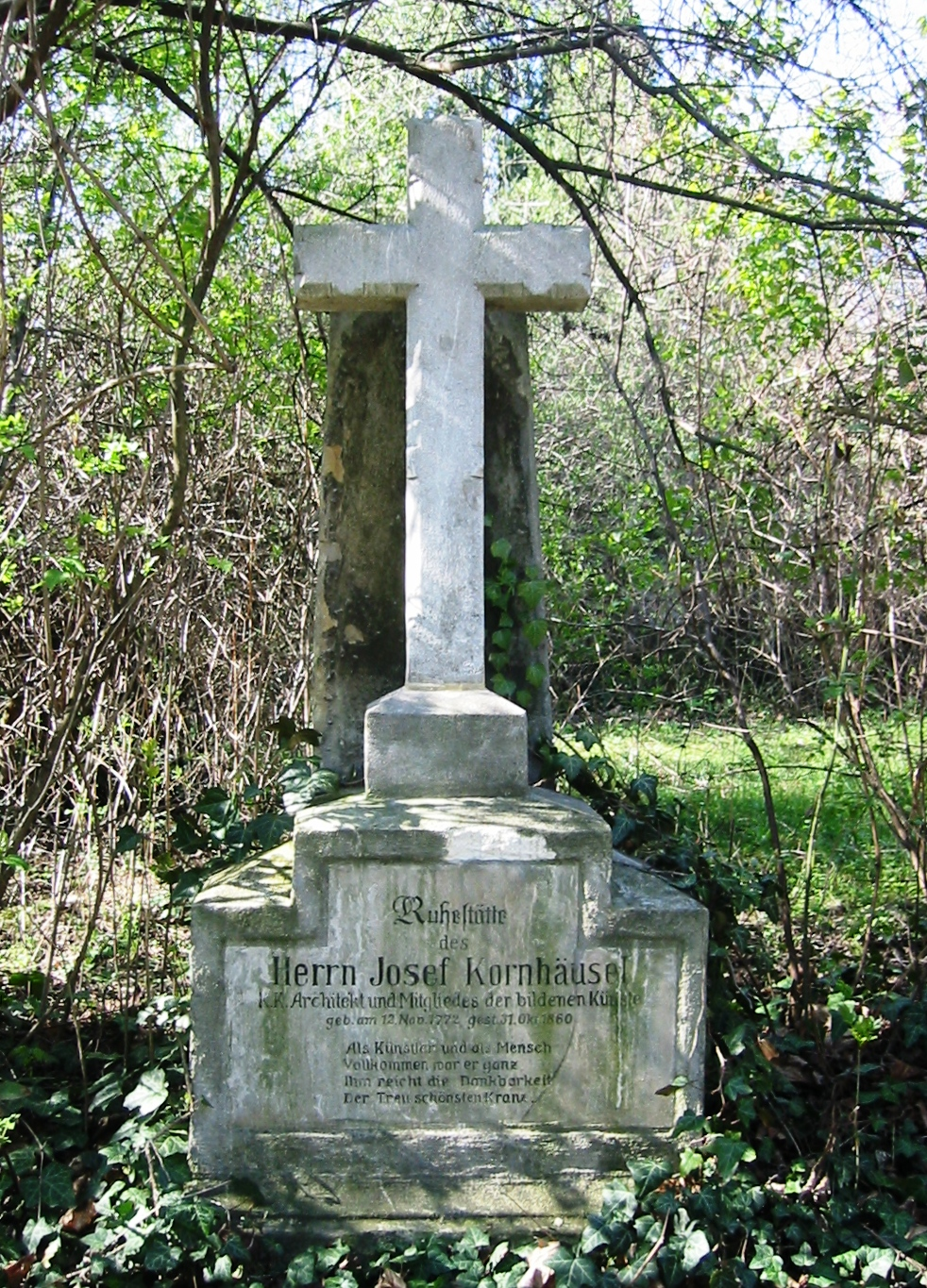
Josef Kornhäusel.

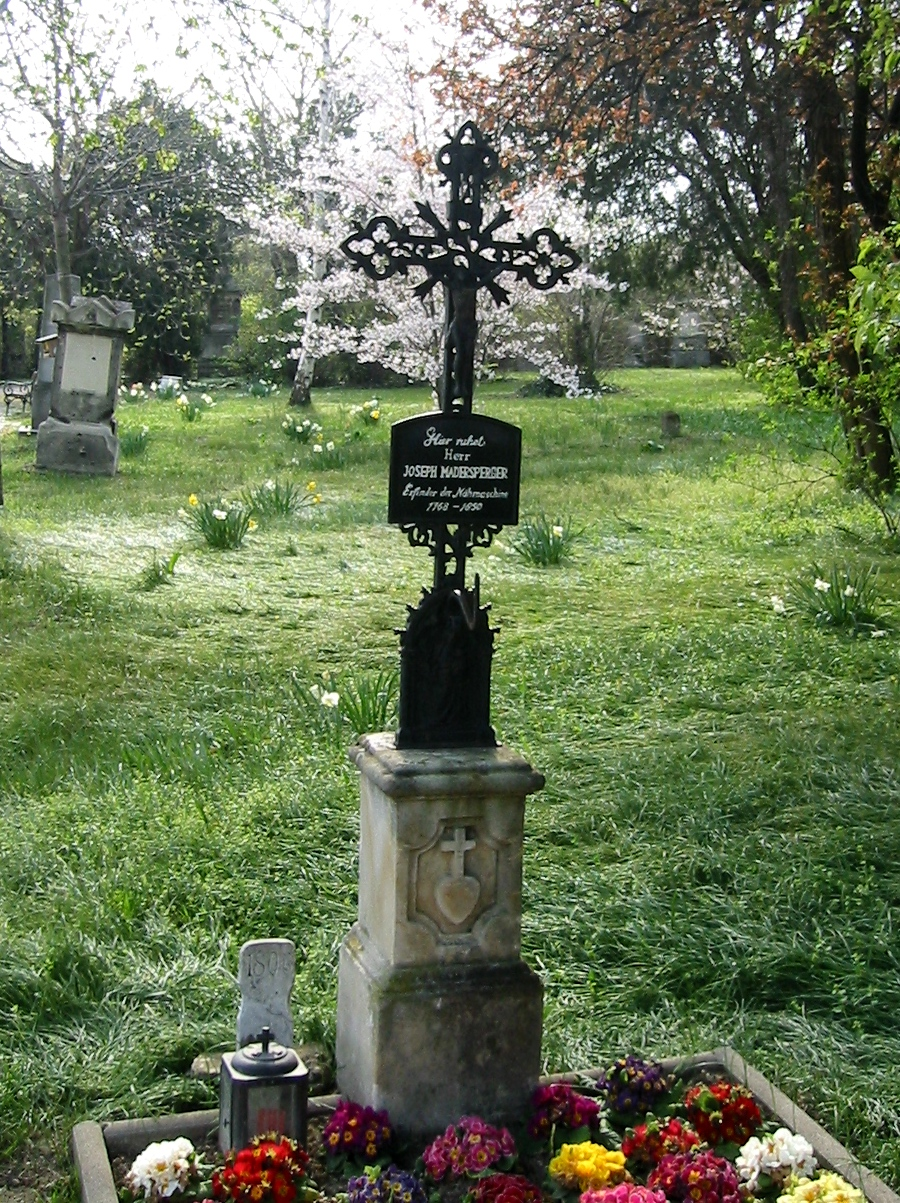
Josef Madersperger.

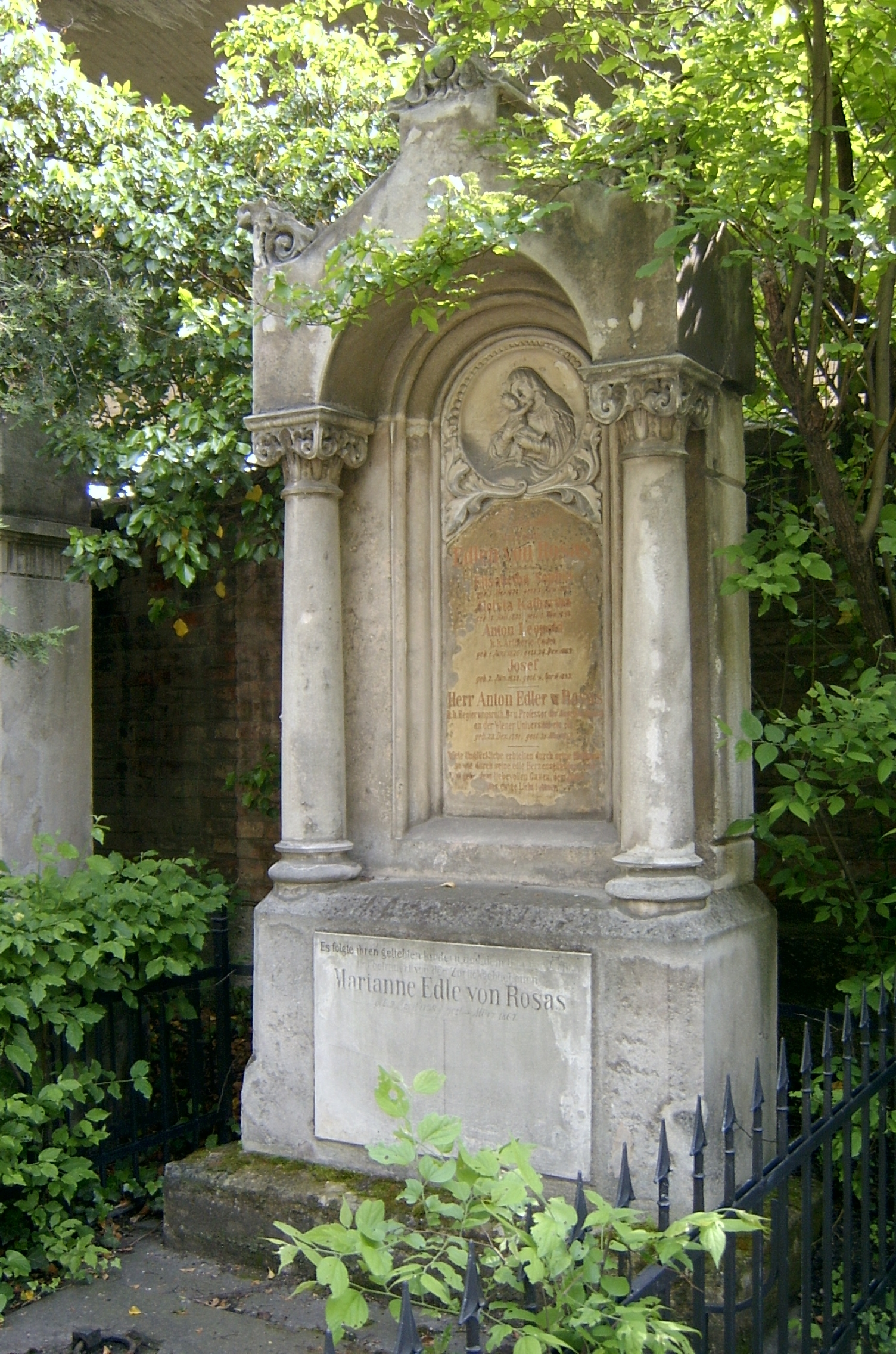
Anton Edler von Rosas.

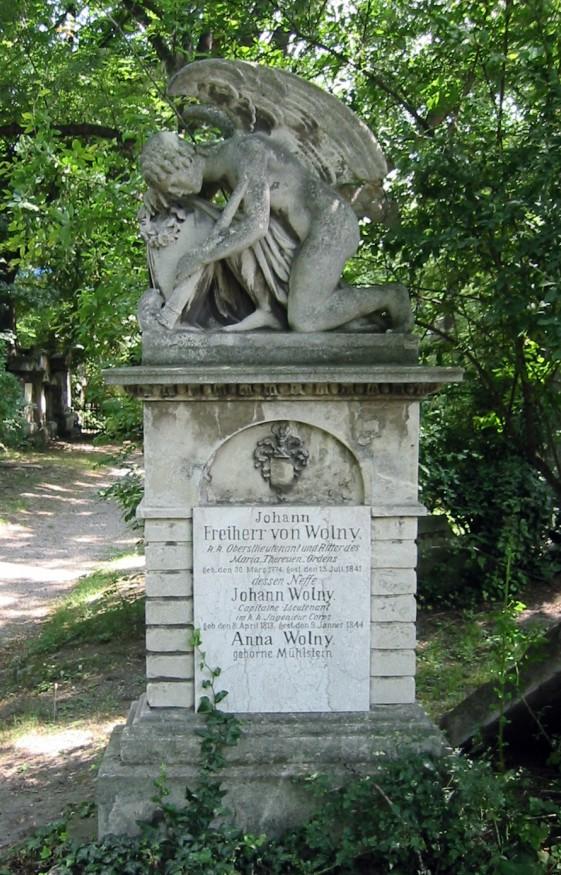
Johann Freiherr von Wolny.

| Nome                                 | Nascimento e morte | Profissão                                                                               |
| ------------------------------------ | ------------------ | --------------------------------------------------------------------------------------- |
| Karl Agricola                        | 1779–1852          | Pintor                                                                                  |
| Johann Georg Albrechtsberger         | 1736–1809          | Compositor e teórico da música                                                          |
| Victor Franz von Andrian-Werburg     | 1813–1858          | Político                                                                                |
| Josepha Barbara Auernhammer          | 1758–1820          | Compositora e pianista                                                                  |
| Christoph de Bach                    | 1768–1834          | Diretor de circo e "cavalgário" (alemão "Bereiter") artístico e escolar imperial e real |
| Johann August Freiherr von Turszky   | 1778–1856          | Oficial, Feldzeugmeister                                                                |
| Alexander Baumann                    | 1814–1857          | Compositor e poeta                                                                      |
| Karoline Benko                       | 1800–1828          | Pintora                                                                                 |
| Karl von Birago                      | 1792–1845          | Construtor de fortalezas e pontes                                                       |
| Johann Melchior Birkenstock          | 1738–1809          | Político e reformista escolar                                                           |
| Josef Blahack                        | 1780–1846          | Compositor                                                                              |
| Aloys Blumauer                       | 1755–1798          | Poeta                                                                                   |
| Wenzel Carl Blumenbach               | 1791–1847          | Escritor                                                                                |
| Basilio Calafati                     | 1800–1878          | Empresário no Prater                                                                    |
| Philipp von Cobenzl                  | 1741–1810          | Estadista                                                                               |
| Moritz Daffinger                     | 1790–1849          | Pintor                                                                                  |
| Christian Johann Nepomuk Dassanowsky | 1780–1839          | Estadista                                                                               |
| Jakob Degen                          | 1760–1848          | Inventor                                                                                |
| Anton Diabelli                       | 1781–1858          | Compositor e editor de música                                                           |
| Franz Joseph von Dietrichstein       | 1767–1854          | Estadista                                                                               |
| Georg Raphael Donner                 | 1693–1741          | Escultor (Donnerbrunnen no Neuer Markt)                                                 |
| Joseph Drechsler                     | 1782–1852          | Compositor e pedagogo musical                                                           |
| Leopold Ernst                        | 1808–1862          | Arquiteto, Construtor da Sé ("Dombaumeister") Catedral de Santo Estêvão em Viena        |
| Peter Fendi                          | 1796–1842          | Pintor                                                                                  |
| Ernst von Feuchtersleben             | 1806–1849          | Médico e escritor                                                                       |
| Andreas Wolfgang Fischer             | 1754–1829          | Arquiteto                                                                               |
| Franz Anton de Paula Gaheis          | 1763–1809          | Pedagogo e historiador local                                                            |
| Johann Gänsbacher                    | 1778–1844          | Compositor                                                                              |
| Anna Gottlieb                        | 1774–1856          | Atriz e cantora                                                                         |
| Philipp Karl Hartmann                | 1773–1830          | Médico e escritor                                                                       |
| Anton Hasenhut                       | 1766–1841          | Ator                                                                                    |
| Carl Högl                            | 1789–1865          | Construtor urbano vienense                                                              |
| Lory Hornischer                      | 1850–1868          | Atriz                                                                                   |
| Jakob Hyrtl                          | 1799-1868          | Gravador                                                                                |
| Friedrich August Kanne               | 1778–1833          | Compositor e escritor                                                                   |
| Vuk Stefanović Karadžić              | 1787–1864          | Cientista, poeta e diplomata                                                            |
| Theodor Georg Ritter von Karajan     | 1810–1873          | Germanista, presidente da academia de ciências                                          |
| Friedrich Kaufmann                   | 1839–1870          | Pintor                                                                                  |
| Jan Kollar                           | 1793–1852          | Poeta                                                                                   |
| Jernej Kopitar                       | 1780–1844          | Linguístico e slavista                                                                  |
| Maximilian Korn                      | 1782–1854          | "Burgschauspieler" (ator no Burgtheater)                                                |
| Joseph Kornhäusel                    | 1782–1860          | Arquiteto                                                                               |
| Therese Krones                       | 1801–1830          | Atriz                                                                                   |
| Karl Krottenthaler                   | 1818–1864          | Compositor                                                                              |
| Antoine Charles Comte de La Salle    | 1775–1809          | Capitão francês                                                                         |
| Julie Löwe                           | 1786–1852          | "Burgschauspielerin" (atriz no Burgtheater)                                             |
| Anton Lumpert                        | 1757–1837          | Presidente da câmara vienense                                                           |
| Josef Madersperger                   | 1768–1850          | Inventor da máquina de costura                                                          |
| Marianna von Martines                | 1744–1812          | Compositora e cantora                                                                   |
| Johann Matthias Menninger            | 1733–1793          | Ator                                                                                    |
| Louis Montoyer                       | 1749–1811          | Arquiteto                                                                               |
| Franz Morawetz                       | 1789–1868          | Fundador da piscina da Sofia ("Sofienbad")                                              |
| Wolfgang Amadeus Mozart              | 1756-1791          | Compositor                                                                              |
| Johann Natterer                      | 1787–1843          | Naturalista                                                                             |
| Alois Negrelli von Moldelbe          | 1799–1858          | Pioneiro da ferrovia, planejou o Canal de Suez                                          |
| Franz X. Niemeczek                   | 1766–1849          | Professor universitário e biógrafo de Mozart                                            |
| Peter von Nobile                     | 1776–1854          | Arquiteto                                                                               |
| Anton Pannasch                       | 1789–1855          | Escritor                                                                                |
| Maria Theresia Paradis               | 1759–1824          | Compositora, pianista e cantora                                                         |
| Ignaz Parhammer                      | 1715–1786          | Pedagogo e Jesuíta                                                                      |
| Alexander Patuzzi                    | 1813–1869          | Escritor                                                                                |
| Ida Pfeiffer                         | 1797–1858          | Viajante do mundo e escritora                                                           |
| Ludwig Pichl                         | 1782–1856          | Arquiteto                                                                               |
| Joseph Preindl                       | 1756–1823          | Organista e compositor                                                                  |
| Anton von Rosas                      | 1791–1855          | Médico                                                                                  |
| Ignaz Saal                           | 1761–1836          | Cantor de ópera cortesão                                                                |
| Franz Sartori                        | 1782–1832          | Escritor                                                                                |
| Johann Anton Schärmer                | 1785–1868          | Pintor                                                                                  |
| Johann Schenk                        | 1753–1836          | Compositor                                                                              |
| Josefine Scutta                      | 1779–1863          | Atriz                                                                                   |
| Julius Seidlitz                      | 1815–1857          | Escritor                                                                                |
| Abbé Maximilian Stadler              | 1748–1833          | Compositor e historiador de música                                                      |
| Josef Stadler                        | 1796–1859          | Compositor                                                                              |
| Ignaz Stahl                          | 1790–1862          | Ator                                                                                    |
| Josef Strauss                        | 1827–1870          | Compositor, irmão de Johann Strauß                                                      |
| Johann Andreas Streicher             | 1761–1833          | Compositor, pianista e manufator de pianos                                              |
| Johann Georg Stuwer                  | 1732–1802          | Pirotécnico artístico                                                                   |
| Franz Xaver Süßmayr                  | 1766–1803          | Compositor                                                                              |
| Michael Thonet                       | 1796–1871          | Fabricante de móveis, inventor do "Thonet-Sessel"                                       |
| Katharina Waldmüller                 | 1797–1850          | Cantora de ópera cortesã, esposa do pintor Ferdinand Georg Waldmüller                   |
| Johann Freiherr von Wolny            | 1774–1841          | Oficial, cavaleiro da Ordem de Maria Teresa                                             |
| Alexander Ypsilantis                 | 1792–1828          | Oficial (Guerra de independência da Grécia)                                             |
| Julius Eduard Zernecke               | 1815–1844          | Arquiteto                                                                               |